# Lorcher Chorbücher

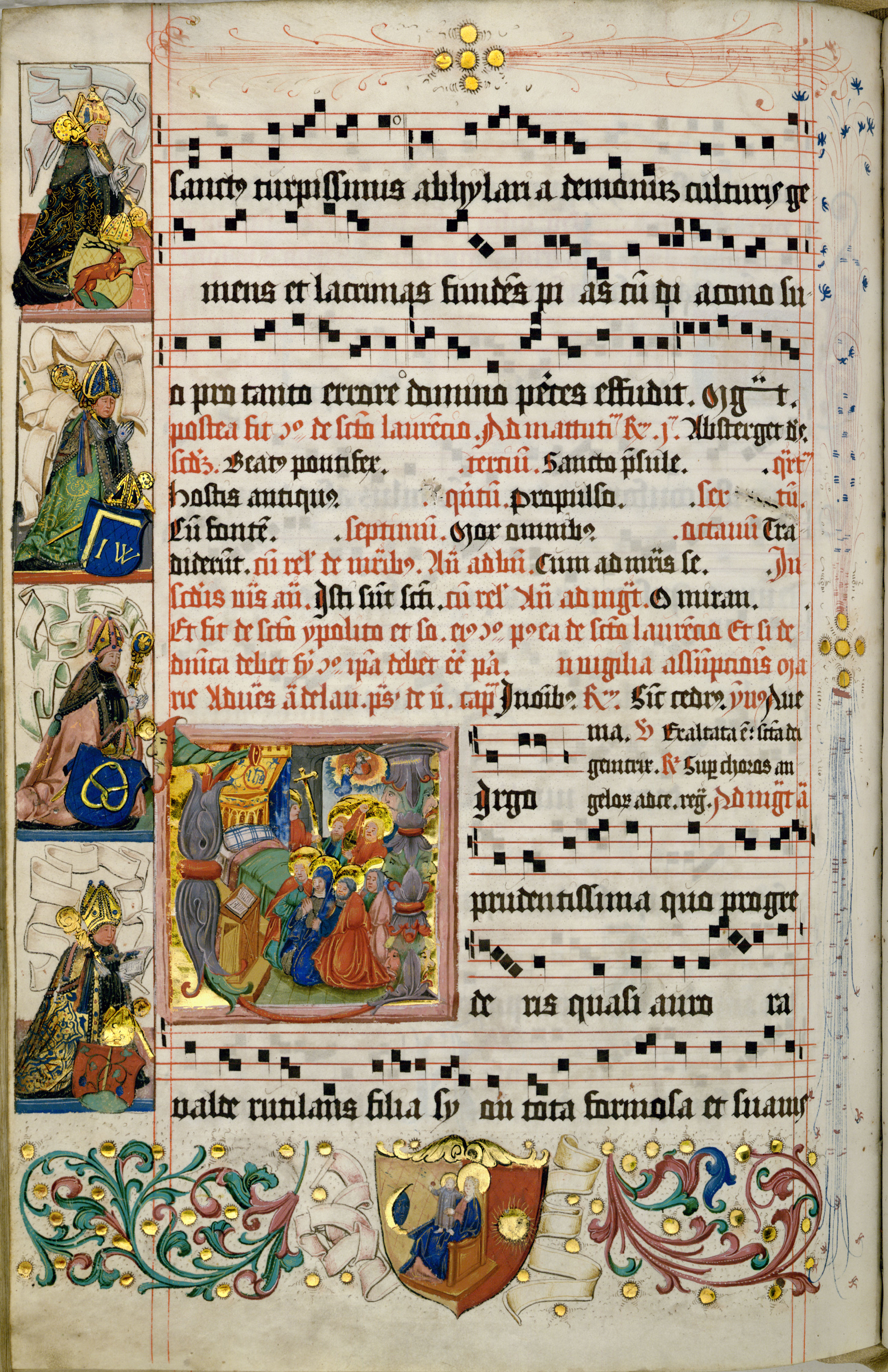
Seite aus einem der Chorbücher

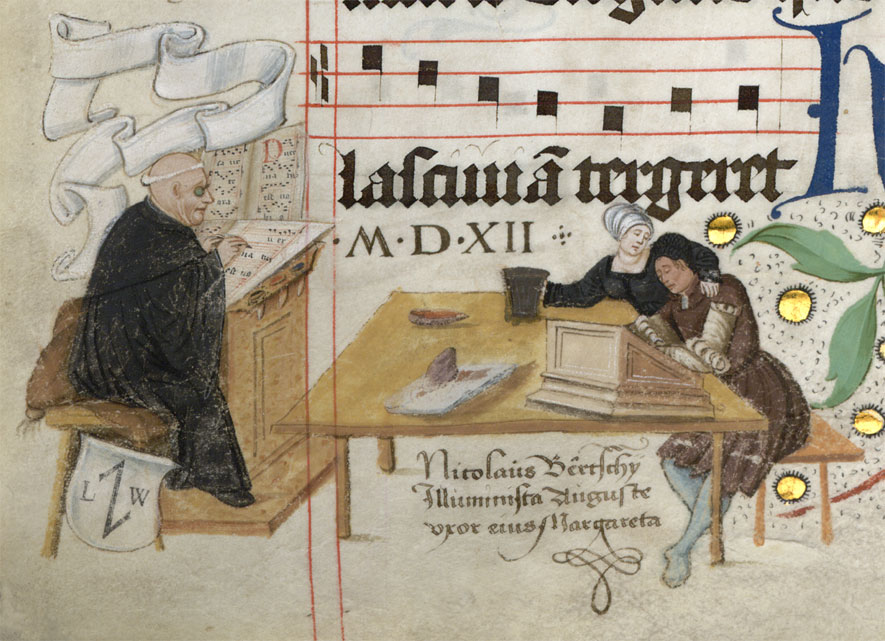
Leonhard Wagner und Nikolaus Bertschi

Die Lorcher Chorbücher sind drei liturgische Prachthandschriften aus dem Benediktinerkloster Lorch, die 1510 bis 1512 entstanden sind und heute in der Württembergischen Landesbibliothek in Stuttgart unter den Signaturen Cod. mus. I 2° 63-65 aufbewahrt werden.
Auftraggeber war der Abt Sebastian Sitterich. Als Hauptstifter unterstützte der Landesherr, Herzog Ulrich von Württemberg, das aufwändige Schreib-Werk. Beteiligt waren unter anderem der Buchmaler Nikolaus Bertschi aus Augsburg, der Augsburger Mönch Leonhard Wagner und der spätere Lorcher Abt Laurentius Autenrieth.